# Mann Jakab
Csonoplyai Mann Jakab (Csonoplya, 1848. december 18. – Budapest, 1923. december 5.) orvosdoktor, bábaképzőintézeti igazgató-tanár. 

## Életrajza
Középiskoláit Kalocsán, orvosi tanulmányait a budapesti egyetemen végezte, ahol 1877-ben és 1878-ban orvosdoktori, sebészdoktori és szülészmesteri oklevelet nyert. Már hallgató korában díjtalan gyakornok volt Kézsmárszky tanár mellett a szülőklinikán. 1878-ban díjazott gyakornok, 1881-ben pedig tanársegéd lett a szülészeti tanszék mellett. Az 1880. év nyarán állami ösztöndíjjal Németország, Dánia és Svédország szülészeti és nőgyógyászati klinikáit látogatta meg. 1882-ben a szülészeti műtéttanból magántanári képesítést nyert és nemsokára azután Trefort Ágoston közoktatási miniszter megbízta a szegedi bábaképző szervezésével és 1883-ban annak igazgató-tanárává nevezték ki. 1898-ban elnyerte a királyi tanácsosi címet, ugyancsak 1898-ban a bolgár polgári érdemrend tiszti keresztjével tüntették ki, 1906-ban pedig magyar nemességet kapott, csonoplyai előnévvel.
Idősebb korában összetűzésbe keveredett családjával és munkatársaival. Lányával és vejével való viszonya elmérgesedett, mely lánya öngyilkosságához vezetett. Mann Jakab egészségi állapotának romlása miatt már nem volt képes orvosi és vezetői feladatainak megfelelő ellátására. Sz. Szigethy Vilmos a Szegedi Napló c. lap 1919. november 9-ei számában cikket közölt Mann leányának tragédiájáról, valamint a bábaképző intézet romló állapotáról. Mann Jakab rágalmazási pert indított Sz. Szigethy Vilmos ellen. Mann később Szegedről Bécsbe költözött, majd Budapesten hunyt el 1923-ban, néhány nappal azt követően, hogy a királyi kúria perét elutasította.
Cikkei megjelentek az Orvosi Hetilapban (1880. Az arczfekvés művi kezeléséhez), a Centralblatt für Gynaekologieben (1881. Beitrag zur Behandlung der Uterusruptur durch Drainage, 1882. Jodoform im Wochenbett, Decapitation mittelst Écrasement), a Kézmárszky Klinische Mittheilungenjében (Stuttgart, 1884. Bericht über die gynaekologische Abtheilung).

## Művei
- Szülészeti műtéttan, orvosok és orvostanhallgatók számára. Budapest, 1884 (2. javított kiadás. Budapest, 1895)
- A szegedi m. kir. bábaképezde. 1884–1894. Szeged, 1895
- Felső oktatásügy Magyarországon. Az 1896. ezredévi országos kiállítás alkalmára a vallás- és közoktatásügyi miniszter megbízásából. Budapest, 1896 (Hőgyes Endrével és Szabó Dénessel együtt)
- Magyar bábakönyv amely a vallás- és közoktatásügyi m. kir. miniszternek a belügyi m. kir. miniszterrel egyetértőleg kibocsátott 1902. évi 60.000 sz. rendeletével Magyarországon az okleveles bábák tanítását és mesterségét kötelezőleg szabályozza; ill. Morelli Gusztáv; Állami Ny., Budapest, 1902